# Robert Wolveden
Robert Wolveden (falecido em 1432) foi um cónego de Windsor de 1407 a 1412 e decano de Lichfield.

## Carreira
Ele foi nomeado:
- Prebendário de York 1401
- Prebendário de Southwell 1405
- Arquidiácono de Norwich 1406
- Decano de Lichfield 1426-1432

Ele foi nomeado para a primeira bancada na Capela de São Jorge, o Castelo de Windsor, em 1407, e manteve a posição até 1412, quando passou a ser Reitor de Tetenhale.